# مركز الدولة للبحوث والإنتاج الفضائي خرونتشيف
مركز الدولة للبحث والإنتاج الفضائي خرونتشيف مركز روسي مقره موسكو ينتج سفن الفضاء وصواريخ إطلاق الأقمار الاصطناعية بضمنها صاروخ بروتون وصاروخ روكوت. يعود تأريخ الشركة إلى عام 1916، عندما تأسس معمل لإنتاج السيارات يسمى «روسو بالت» خارج مدينة موسكو. وأنتجت أول سيارة من المصنع عام 1922. بعدها بقليل تحول لإنتاج الطائرات وخلال الحرب العالمية الثانية أنتج طائرات إليوشن إل-4 و (توبوليف تي يو-2) القاذفة. وأضيف مكتب التصميم (OKB-23) إلى الشركة عام 1951. في العام 1959 بدأت الشركة بتطوير الصواريخ البالستية العابرة للقارات. وفيما بعد مركبات فضاء وصواريخ حاملة للأقمار الاصطناعية.هذه الشركة صممت وأنتجت كل محطات الفضاء السوفيتية بما فيها محطة الفضاء السوفيتية. في عام 1988 غير مكتب (OKB-23) اسمه إلى (ساليوت) وأصبح شركة مستقلة حتى العام 1993 عندما إندمج مكتب تصميم (ساليوت) مع خرونتشيف- مركز الدولة للبحث والإنتاج الفضائي مرة أخرى. معمل خرونتشيف ومركز (ساليوت)دخلا المشروع الدولي المشترك (خدمات الإطلاق الدولية) لتسويق خدمات إطلاق الأقمار الاصطناعية على متن الصاروخ بروتون. بعد ذلك أصبحت الشركة مزود خدمات إطلاق ناجح في سوق الإطلاق الفضائي الدولي.
تملك الشركة حالياً 30% من سوق إطلاق الصواريخ الفضائية حول العالم وتوظف 35,000 موظف.وسمي المركز باسم خرونتشيف تكريماً لوزير الصناعات الجوية السوفيتي ميخائيل خرونتشيف.

## النجاح في سوق إطلاق الصواريخ
في أبريل 1993 أنشى خرونتشيف مشروع مشترك مع شركة لوكهيد الأمريكية أسمه (شركة خدمات الإطلاق الدولية) ويستخدم المشروع كلا الصاروخين الروسي بروتون والأمريكي أطلس 5 .وبحلول عام 2000 حقق الصاروخ بروتون ارباح تقدر ب 1,5 مليار $.
هذه الارباح مكنت خرونتشيف من تطوير بنيتها التحتية. ومن ضمنها منشأت إطلاق الشركة في مركز بايكونور الفضائي حيث أستثمرت مئات ملايين الدولارات. وسمحت الأرباح التجارية للشركة من تطوير مركبات إطلاق جديدة بالاعتماد على إمكاناتها الذاتية من غير الحصول على دعم حكومي. ووقعت شركة الإطلاق الدولية عقوداً لأكثر من 100 عملية إطلاق تقدر قيمتها ب 8 مليار$.
عام 1998 أنظم مكتب خرونتشيف إلى وكالة روسيا الفدرالية الفضائية.

## برنامج الاندماج
بعد عام 2000 دخل خرونتشيف في سلسلة استحواذات لوضع المجهزين الرئيسين له تحت إدارته. ولهذا الغرض ضم خرونتشيف الشركات التالية:
1. بي أو بوليوت منتج صواريخ يقع في أومسك
2. بروتون بي ام منتج محركات يقع في بيرم
3. معمل فورونيج الميكانيكي الذي ينتج محركات للصواريخ الصاروخ بروتون المرحلة الثانية والثالثة، الصاروخ سويوز المرحلة الثالثة، صاروخ زينيت المرحلة العلوية.
4. KBKhM منتج أنظمة الدفع للمرحلة العلوية للصاروخ بريز.
5. KBKhA متعاقد لمسائل التصميم والإنتاج.

## الإنتاج

### الصاروخ بروتون

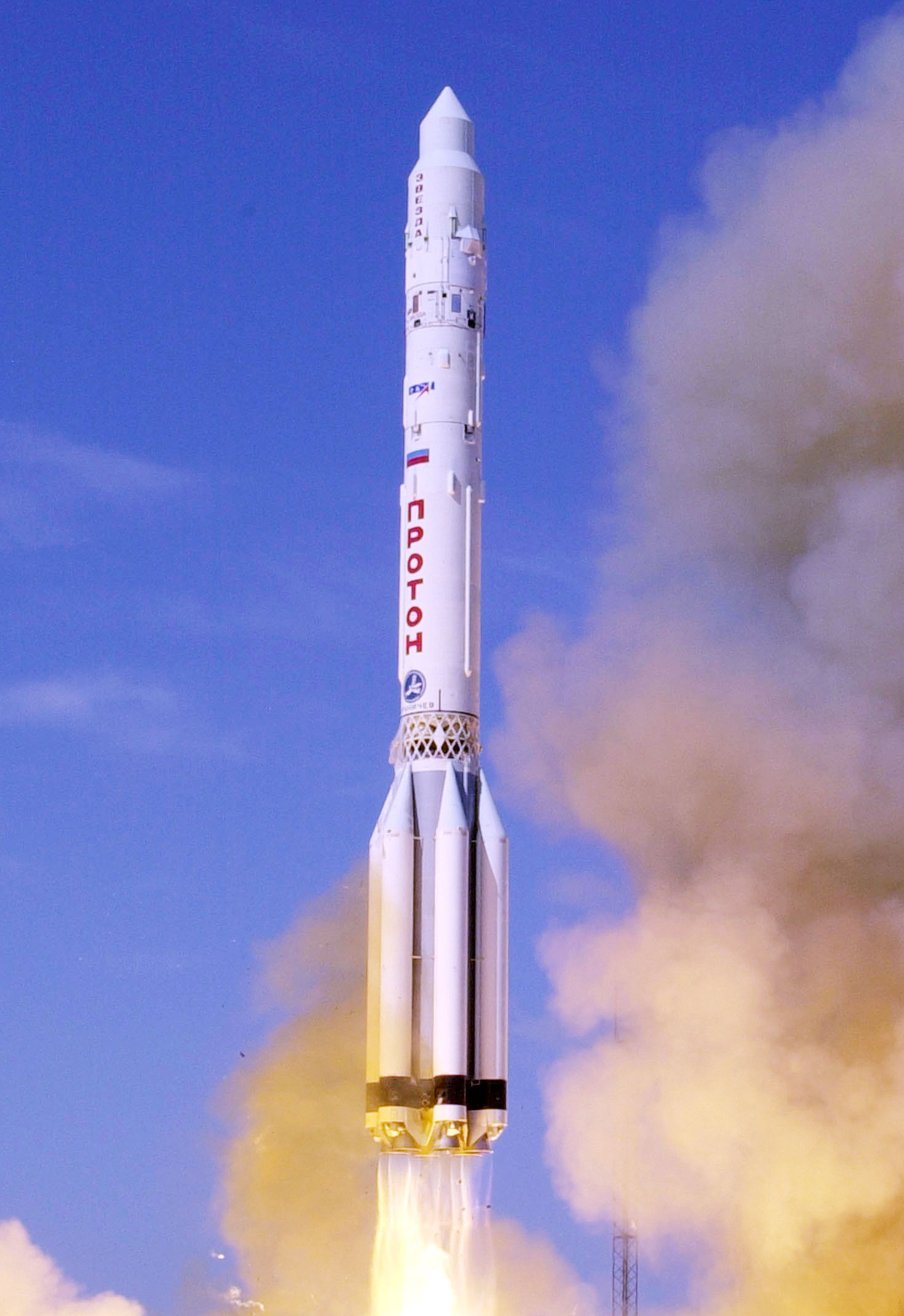
صاروخ بروتون منتج بواسطة خرونتشيف

يعد خرونتشيف المنتج الرئيسي للصاروخ بروتون الذي أطلق أكثر من 350 مرة منذ صناعته 1968 .أخر نسخة مطورة من الصاروخ (بروتون-ام) خضعت لعدة زيادات، حيث زيدت قدرة الرفع إلى 6,150 كغم إلى ارتفاع مدار هوهمان الانتقالي انتج مركز خرونتشيف المرحلة العلوية من الصاروخ بروتون المسماة (بريز-كي ام) والتي أستخدمت لأول مرة عام 2000 .كما تنتج الشركة صاروخ روكوت المخصص لنقل حمولات اقل من الصاروخ بروتون، وقد انشئ مركز خرونتشيف شركة يوروكوت لخدمات الإطلاق كمشروع مشترك مع شركة أستريوم الألمانية لتسويق الصاروخ صاروخ روكوت دولياً. ويستخدم في هذا الصاروخ (روكوت) نسخة مطورة من المرحلة العلوية (بريز-إم) هي (بريز-كي إم).
عام 2009 أنتجت الشركة 25 مركبة إطلاق، مراحل علوية للصواربخ، بينما بلغ هذا الرقم 30 عام 2010.

### سلسلة صواريخ انجارا
منذ 1995 طور خرونتشيف سلسلة صواريخ انجارا والغرض الرئيسي من هذا التطوير هو التأكيد على إستقلالية البرنامج الفضاء الروسي حيث إن الصاروخ يمكن ان يطلق من (مركز بليسيتسك الفضائي) فضلاً عن (مركز فوستوشني الفضائي) داخل الأراضي الروسية، بدلاً من الاعتماد على مركز بايكونور الفضائي الذي يقع في الأراضي الكازخستانية. وهو يعتبر صاروخ صديق للبيئة حيث أنه لايستخدم الوقود السام المستخدم في الصاروخ بروتون.
وجرى أول إطلاق تجريبي للصاروخ أنجارا في 9 يوليو تموز 2014 من مركز بليسيستك الفضائي) بعد تأخير أستمر لعدة سنوات.
ومن المقرر أن يحل الصاروخ أنجارا محل صواريخ الإطلاق الحالية ومن ضمنها صاروخ بروتون.

## قائمة الصواريخ والقذائف
- صاروخ أنجارا
- بريز-ام
- صاروخ بروتون
  - صاروخ البروتون K
  - صاروخ البروتون M
- صاروخ روكوت
- صاروخ يونيفرسال
- يو ار-100
- يو ار-100 ان
- إم ار-يو ار-100 ان
- يو ار-200

## اقرأ ايضاً
- نظام الإطلاق المستهلك
- أريان سبيس
- صاروخ فيكا
- مركز الدولة للبحوث والإنتاج الفضائي-التقدم
- صناعة الفضاء الروسية